# Conn Smythe

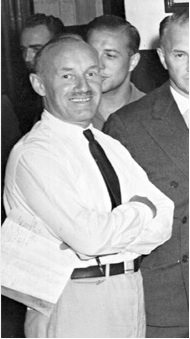
Conn Smythe (1939)

Constantine „Conn“ Falkland Kerry Smythe (* 1. Februar 1895 in Toronto, Ontario; † 18. November 1980 in Caledon, Ontario) war ein kanadischer Eishockeyfunktionär.

## Leben und Werk
1926 war er der erste Manager der New York Rangers. Er machte 1927 aus den Toronto St. Patricks die Toronto Maple Leafs und war 1931 in Toronto Bauherr des Maple Leaf Gardens. In beiden Weltkriegen war er als Major für die kanadische Armee tätig.
Der in Toronto geborene Smythe studierte an der Universität von Toronto und schloss 1920 dort sein Studium erfolgreich ab. Bereits 1915 gewann er als Eishockeyspieler mit den "Varsity Blues" die Amateurmeisterschaft von Ontario. 1928 managte er die "Varsity Grads", die als Vertreter Kanadas bei den Olympischen Winterspielen 1928 in St. Moritz die Goldmedaille holten.
Er legte als erster Manager der New York Rangers dort den Grundstein für spätere Erfolge. Als 1927 einige Unternehmer aus Philadelphia die Toronto St. Patricks kaufen wollten, versammelte er hinter sich eine Gruppe von 16 einflussreichen Kaufleuten und kaufte für $160.000 das Team am 14. Februar. Um die Übernahme auch nach außen hin zu zeigen, wurde das Team in Toronto Maple Leafs umbenannt und bekam mit blau und weiß neue Farben.
Mit seiner Leidenschaft für Pferdewetten hatte er ein glückliches Händchen und konnte so mit den Erfolgen seines Pferdes "Rare Jewel" $20.000 gewinnen. Diese waren der Grundstein für die Verpflichtung von Ottawas Top Verteidiger King Clancy, der in den kommenden Jahren der Führungsspieler in Toronto war.
1931 organisierte er den $1,5 Mio. teuren Bau des Maple Leaf Gardens. Das Stadion wurde in nur 6 Monaten gebaut und öffnete am 12. November seine Pforten. In seinem Umfeld waren viele Leute skeptisch, ob zu Zeiten der Rezession eine derartige Investition sinnvoll war. Smythes Erfolg überzeugte sie alle. Als sich am Saisonende seine Maple Leafs und die Rangers im Stanley Cup Finale gegenüberstanden, war seine Handschrift überall zu sehen. In den Reihen der Rangers standen noch 6 Spieler, die er in seiner Zeit in New York unter Vertrag genommen hatte.
Im Zweiten Weltkrieg Ende 1941 übernahm Smythe wieder seine Stelle als Major bei der kanadischen Armee und rief seine Spieler auf ihm zu folgen. Als Präsident/Direktor der Maple Leaf Gardens Limited erlebte er auch die fünf Stanley Cups der Leafs zwischen 1945 und 1951, war aber auch sehr aktiv und erfolgreich bemüht andere Veranstaltungen in den Maple Leaf Gardens zu holen.
1958 wurde er mit der Aufnahme in die Hockey Hall of Fame geehrt, deren Aufbau er 1961 in Toronto persönlich überwachte. Die NHL ehrte ihn 1965 mit der Einführung der Conn Smythe Trophy, dem Pokal für den wertvollsten Spieler der Playoffs. 
Sein Vater Albert Smythe war Generalsekretär der kanadischen Sektion der Theosophischen Gesellschaft Adyar. Wie dieser war auch Conn Smythe Mitglied der Theosophischen Gesellschaft.